# Michael Coteau
Michael Joseph Coteau (né en 1972) est un homme politique canadien de l'Ontario. Il est député fédéral libéral de la circonscription ontarienne de Don Valley-Est depuis 2021.
Il est aussi député provincial libéral de la circonscription ontarienne de Don Valley-Est de 2011 jusqu'à sa démission en 2021.

## Biographie
Né à Huddersfield en Angleterre, Coteau naît d'un père originaire de Carriacou en Grenade et d'une mère du Yorkshire en Angleterre. Il s'établit au Canada avec ses parents en 1976 et grandit dans un logement social dans le secteur de Flemington Park de North York. Il étudie l'histoire et la science politique à l'université de Carleton d'Ottawa.
Après avoir gradué, il enseigne l'anglais en Corée du Sud

### Carrière politique
Coteau est élu au Conseil scolaire du district de Toronto en 2003 et réélu en 2006 et en 2010. En tant que conseiller scolaire, il se concentre sur la nutrition, l'utilisation des espaces et l'utilisation des technologies éducatives. Durant cette période, il est propriétaire et opérateur d'une petite entreprise.

#### Provincial
Élu en 2011, il est réélu en 2014 et en 2018. Il démissionne en août 2021 afin de se présenter sur la scène fédérale.
Coteau est assistant parlementaire du ministre du Tourisme et lorsque Dalton McGuinty est remplacé par Kathleen Wynne, il devient l'un des dix ministres sans expérience ministériel à faire son entrée au cabinet.
Réélu en 2018, il défait le maire suppléant de Toronto Denzil Minnan-Wong (en).
Lors de la course à la chefferie (en) libérale de 2020, Coteau termine deuxième derrière Steven Del Duca. Il se présente alors comme un candidat ayant une vision différente (a different vision) et voulant restaurer la décence en politique (restore decency to our politics).

#### Fédéral
Après avoir obtenu la nomination libéral dans Don Valley-Est en août 2021, Coteau est élu lors de l'élection générale de septembre 2021.